# Sanfilippodytes sbordonii
Sanfilippodytes sbordonii là một loài bọ cánh cứng trong họ Bọ nước. Loài này được Franciscolo miêu tả khoa học năm 1979.